# Kalaträsket
Kalaträsket är en sjö i Piteå kommun i Norrbotten som ingår i Rokåns huvudavrinningsområde. Sjön har en area på 2,02 kvadratkilometer och ligger 147 meter över havet.
Sjön ligger omkring 2 mil väster om Piteå. På Kalaträskets västra sida ligger byn Kalamark. Kalaträsket avvattnas till Rokån. Landsvägen går mellan Roknäs och Granträskmark.

## Delavrinningsområde
Kalaträsket ingår i delavrinningsområde (725469-174430) som SMHI kallar för Inloppet i Kalaträsket. Medelhöjden är 167 meter över havet och ytan är 14,94 kvadratkilometer. Det finns inga avrinningsområden uppströms utan avrinningsområdet är högsta punkten. Kalaträskbäcken som avvattnar avrinningsområdet har biflödesordning 2, vilket innebär att vattnet flödar genom totalt 2 vattendrag innan det når havet efter 18 kilometer. Avrinningsområdet består mestadels av skog (65 procent) och sankmarker (12 procent). Avrinningsområdet har 2,07 kvadratkilometer vattenytor vilket ger det en sjöprocent på 13,9 procent.